# Armand Deumi
Armand Deumi (Douala, 12 de março de 1979) é um ex-futebolista profissional camaronês que atuava como defensor.

## Carreira
Armand Deumi representou o elenco da Seleção Camaronesa de Futebol no Campeonato Africano das Nações de 2006.